# Mosogno
Mosogno é uma comuna da Suíça, no Cantão Tessino, com cerca de 69 habitantes. Estende-se por uma área de 8,6 km², de densidade populacional de 8 hab/km². Confina com as seguintes comunas: Borgnone, Intragna, Isorno, Onsernone.
A língua oficial nesta comuna é o Italiano.